# Tomasz Jakubiak (duchowny)
Tomasz Jakubiak (ur. 1976) – polski duchowny rzymskokatolicki, kanonista, doktor habilitowany nauk prawnych w dyscyplinie prawa kanonicznego, profesor Akademii Katolickiej w Warszawie (dawny Papieski Wydział Teologiczny).

## Życiorys
Absolwent IX Liceum Ogólnokształcącego im. Klementyny Hoffmanowej w Warszawie. Od 2010 roku pracownik naukowo-dydaktyczny Papieskiego Wydziału Teologicznego w Warszawie Sekcji św. Jana Chrzciciela (od 15 sierpnia 2020 r. Akademia Katolicka).
W 2000 roku uzyskał na PWTW tytuł magistra teologii w zakresie historii Kościoła. W 2003 r. decyzją Rady PWTW Sekcji św. Jana Chrzciciela uzyskał licencjat kościelny z teologii w zakresie historii Kościoła.
Drugie magisterium, z prawa kanonicznego, uzyskał w 2008 r. na Wydziale Prawa Kanonicznego UKSW na podstawie pracy „Iurisdictio” i „facultas” do spowiadania według prawa powszechnego oraz partykularnego Archidiecezji Warszawskiej od Kodeksu prawa kanonicznego z 1917 roku. Doktorat z nauk prawnych w zakresie prawa kanonicznego uzyskał na Wydziale Prawa Kanonicznego UKSW w 2010 r. na podstawie pracy Osoba szafarza i przyjmującego sakrament Eucharystii w uchwałach Synodów Archidiecezji Warszawskiej. Stopień naukowy doktora habilitowanego nauk prawnych w dyscyplinie prawa kanonicznego uzyskał w 2018 r. na podstawie uchwały Rady Wydziału Prawa Kanonicznego UKSW. Głównym osiągnięciem naukowym przewodu była monografia pt. Problem ważności przyjęcia sakramentu święceń w prawie Kościoła katolickiego. W 2019 r. ukończył studia podyplomowe na Wydziale Prawa i Administracji Uniwersytetu Jagiellońskiego w Krakowie w zakresie prawa karnego materialnego i procesowego. W 2020 r. ukończył drugie studia podyplomowe z prawa dowodowego na Wydziale Prawa i Administracji Uniwersytetu Jagiellońskiego organizowane przy współpracy z Instytutem Ekspertyz Sądowych w Krakowie. W 2020 r. na wniosek Senatu PWTW został mianowany przez Kardynała Kazimierza Nycza na stanowisko profesora Papieskiego Wydziału Teologicznego w Warszawie. W związku ze zmianą nazwy uczelni od 15 sierpnia 2020 r. jest zatrudniony na stanowisku profesora Akademii Katolickiej w Warszawie.
Referent Kurii Metropolitalnej Warszawskiej oddelegowany do pracy w Wydziale Spraw Sakramentalnych (2006-2007 r.), notariusz Kurii Metropolitalnej Warszawskiej (2007-2010 r.), sędzia Metropolitalnego Sądu Biskupiego w Warszawie (2010-2013 r.).
Członek Warszawskiego Towarzystwa Teologicznego (od 2011 r.) i Stowarzyszenia Kanonistów Polskich (od 2014 r.).

## Publikacje
Książki:
1. Problem ważności przyjęcia sakramentu święceń w prawie Kościoła katolickiego, Płocki Instytut Wydawniczy, Płock 2018, 497 s.; wyd. II Płock 2020[7]
2. Pomoc społeczna Kościoła i państwa. Zaangażowanie Kościoła katolickiego i Ośrodka Pomocy Społecznej w działania na rzecz potrzebujących, w szczególności chorych i uchodźców, na terenie dzielnicy Bielany m.st. Warszawy w 2022 roku, Tomasz Jakubiak, Marcin Kołodziej, Jacek Lorkowski, Wydawnictwo Naukowe Collegium Bobolanum, Warszawa 2024, 144 s.

Prace zbiorowe:
1. Małżeństwo katoliczki z sunnickim muzułmaninem – różnice kulturowe i religijne wyzwaniem, jakiemu trzeba stawić czoło, w: Jak przygotować do małżeństwa, red. R. Sztychmiler, J. Krzywkowska, Druk na zlecenie Katedry Prawa Kanonicznego i Wyznaniowego Wydziału Prawa i Administracji UWM w Olsztynie, Olsztyn 2013, s. 339–346.[8]
2. Prawno-liturgiczne aspekty zawierania małżeństw rzymskokatolików z osobami, które formalnym aktem odstąpiły od Kościoła, w: Kanoniczno-liturgiczne aspekty zawierania małżeństw mieszanych i im podobnych, red. U. Nowicka, Prymasowskie Wydawnictwo Gaudentinum Sp. z o.o., Warszawa 2014, s. 41–67.[9]
3. Dowodzenie niewinności duchownego oskarżonego o popełnienie przestępstwa zastrzeżonego Kongregacji Nauki Wiary, w: Dowodzenie w procesach kościelnych, red. J. Krzywkowska, R. Sztychmiler, Druk na zlecenie Katedry Prawa Kanonicznego i Wyznaniowego Wydziału Prawa i Administracji UWM w Olsztynie, Olsztyn 2014, s. 189–200.[10]
4. Przygotowanie dziecka do owocnego przyjęcia sakramentów wtajemniczenia chrześcijańskiego według norm prawa kanonicznego, w: Wychowanie religijne i moralne, red. M. Różański, R. Sztychmiler, Druk na zlecenie Katedry Prawa Kanonicznego i Wyznaniowego Wydziału Prawa i Administracji UWM w Olsztynie, Olsztyn 2015, s. 31–40.[11]
5. Przynależność do Kościoła katolickiego i przetwarzanie danych według ustawy o ochronie danych osobowych – wyzwania legislacyjne, w: Ochrona danych osobowych w Kościele, red. S. Dziekoński, P. Drobek, Wydawnictwo Uniwersytetu Kardynała Stefa Wyszyńskiego w Warszawie, Warszawa 2016, s. 125–148.
6. Stereotypy dotyczące zjawiska przemocy w rodzinie, w: (Nie)widzialna strona przemocy domowej. Zjawisko przemocy w percepcji mieszkańców dzielnicy Bielany m.st. Warszawy, red. M. Markocka, B. H. Olszewski, J. Wróblewska-Skrzek, Wydawnictwo Rys, Poznań 2023, s. 29-73. Tomasz Jakubiak, Kinga Szymańska
7. Obowiązujące prawo Kościoła łacińskiego przejawem troski ustawodawcy o ochronę tajemnicy spowiedzi oraz prawa do wolności religii, w: Państwo i Kościół. Zagadnienia prawne na styku państwa, prawa i religii, red. T. Jakubiak, M. Wyrzykowski, Wydawnictwo Naukowe Collegium Bobolanum, Warszawa 2025, s. 293-325.

Artykuły:
1. Kościół o świeckich, „Laetare” 8-9 (2000) (Kwartalnik wydawany przez Wyższe Metropolitalne Seminarium Duchowne w Warszawie), s. 79–94.
2. Ksiądz Stefan Wyszyński i „Ład Boży”, „Laetare” 8-9 (2000), s. 120–129.
3. Prymas Wyszyński w walce o autonomię Kościoła w Polsce, Laetare 10-11 (2001), s. 182–201.
4. Istotne elementy konstytutywne formalnego aktu wystąpienia z Kościoła oraz czynności związane z jego przyjęciem, „Ateneum Kapłańskie” t. 152 (2009), z. 3(601), s. 321–330.
5. Aktualizacja instytucji Synodu w Archidiecezji Warszawskiej, „Warszawskie Studia Teologiczne” 22/1 (2009), s. 285–305. [Fragmenty doktoratu: Tomasz Jakubiak, Osoba szafarza i przyjmującego sakrament Eucharystii w uchwałach Synodów Archidiecezji Warszawskiej, Rozprawa doktorska napisana pod kierunkiem ks. prof. UKSW dr hab. Zbigniewa Janczewskiego, UKSW Wydział Prawa Kanonicznego, Warszawa 2010].
6. Procedury związane z wprowadzeniem stałego diakonatu w diecezjach polskich, „Prawo Kanoniczne” 1-2/53 (2010), s. 79–104.
7. Aplikacja owoców Mszy św., „Annales Canonici” 6 (2010), s. 155–171.
8. Uczestnictwo we Mszy Świętej w uchwałach synodów Archidiecezji Warszawskiej i Kodeksach Prawa Kanonicznego z 1917 i 1983 roku, „Warszawskie Studia Teologiczne” 24/1 (2011), s. 335–360. [Fragmenty doktoratu].
9. Rozgrzeszenie zbiorowe – aspekt prawny, „Ateneum Kapłańskie” t. 158 (2012), z. 3(619), s. 523–539.
10. Upoważnienie do słuchania spowiedzi wg Kodeksu Prawa Kanonicznego z 1983 roku, „Warszawskie Studia Teologiczne” 25/2 (2012), s. 35–56. [Fragmenty pracy magisterskiej: Tomasz Jakubiak, „Iurisdictio” i „facultas” do spowiadania według prawa powszechnego oraz partykularnego Archidiecezji Warszawskiej od Kodeksu prawa kanonicznego z 1917 roku, Praca magisterska napisana pod kierunkiem ks. prof. UKSW dr hab. Zbigniewa Janczewskiego, UKSW Wydział Prawa Kanonicznego, Warszawa 2008].
11. Procedury kanoniczne zmierzające do stwierdzenia stanu wolnego, „Ius Matrimoniale” 18/24 (2013), s. 25–72.
12. Początki prawa regulującego nadzwyczajną formę zawarcia małżeństwa, „Warszawskie Studia Teologiczne” 26/1 (2013), 207-218.
13. Intencja przyjęcia sakramentu namaszczenia chorych według obecnie obowiązującego prawa Kościoła łacińskiego, „Warszawskie Studia Teologiczne” 26/2 (2013), s. 145–159.
14. Intencja przyjęcia sakramentu namaszczenia chorych według uzasadnienia wyroku Sądu Najwyższego z uwzględnieniem elementów prawa wyznaniowego, „Warszawskie Studia Teologiczne” 26/2 (2013), s. 161–177.
15. Procedury do przyjęcia święceń diakonatu i prezbiteratu, „Prawo Kanoniczne” 3/56 (2013), s. 3–34.
16. Warunki wymagane do ważności i godziwości chrztu ze strony przyjmującego sakrament według aktualnie obowiązującego prawa w Kościele rzymskokatolickim, „Studia Redemptorystowskie” 11 (2013), 382-399.
17. Intencja przyjęcia chrztu u dorosłego, „Annales Canonici” 9 (2013), s. 93–117.[12]
18. Naprawienie zaistniałego stanu rzeczy po zawarciu małżeństwa przez stronę łacińską ze stroną akatolicką obrządku wschodniego bez dyspensy od formy kanonicznej, „Roczniki Nauk Prawnych” 4/23 (2013), s. 119–142.
19. Nadzwyczajna forma zawarcia małżeństwa według Kodeksu Prawa Kanonicznego z 1917 i 1983 r., „Ius Matrimoniale” 25/2 (2014), s. 43–62.[13]
20. Czy można sprzedawać rzeczy święte?, „Kościół i Prawo” 3(16) (2014) nr 1, s. 141–151.
21. Późne powołania kapłańskie, „Prawo Kanoniczne” 4/57 (2014), s. 89–110.
22. Obrzęd zawarcia małżeństwa w nadzwyczajnej formie, „Ius Matrimoniale” 25/3 (2014), s. 29–43.
23. Początki prawa regulującego możliwość asystowania diakona przy zawarciu małżeństwa w zwykłych warunkach, „Studia Bobolanum” 3 (2015), s. 171–187.
24. Synod o rodzinie zwiastunem zmian?, „Ius Matrimoniale” 3/26 (2015), s. 61–82.
25. Diakon świadkiem urzędowym zawarcia małżeństwa w zwykłych warunkach według prawa obowiązującego od promulgacji Kodeksu z 1983 roku, „Ius Matrimoniale” 1/27 (2016), s. 45–74.
26. Czy diakon może w Polsce zgodnie z przepisami Kościoła łacińskiego asystować jako świadek urzędowy przy zawarciu małżeństwa w zwykłych okolicznościach?, „Ius Matrimoniale” 2/28 (2016), s. 55–78.
27. Mitis Iudex Dominus Iesus – zmiana prawa regulującego sposób stwierdzania nieważności związku małżeńskiego, „Studia Bobolanum” 1 (2016), s. 115–141.
28. Czy zawsze po uzyskaniu informacji o możliwości popełnienia przestępstwa należy wszczynać karne postępowanie sądowe, lub administracyjne, dla realizacji sankcji karnej?, „Prawo Kanoniczne” 1/59 (2016), 119-132.
29. Prawo kanoniczne – skostniałe, zmieniane, czy odnawiane?, „Warszawskie Studia Teologiczne” 3-4/30 (2017), s. 16–30.
30. Zdatność do przyjęcia urzędu chrzestnego w kościele łacińskim, „Prawo Kanoniczne” 2/60 (2017),53-69.
31. The Founded Hope That an Infant Will Be Brought Up in the Catholic Religion as a Condition for Baptism, „Studia canonica” 2/52 (2018), s. 491-508.
32. Reception of Vatican Council II Decrees and the Choice of Godparents in the Latin Church, „Bogoslovni vestnik” 1/79 (2019), s. 141-152.
33. Prawna skuteczność zgody małżeńskiej wyrażonej bez obecności duchownego uprawnionego do asystowania przy zawarciu małżeństwa jako przejaw elastyczności ustawodawcy kościelnego we wspieraniu instytucji małżeństwa, „Studia Prawnoustrojowe” 44 (2019), s. 137-152.
34. Is Canon 874 a Disqualifying Law?, „Studia canonica” 2/53 (2019), s. 431-447.
35. The Criteria Stipulated in Canon 874 § 1, 1º-2º of the Code of Canon Law and the Validity of Taking on the Munus of Sponsor, „Roczniki Nauk Prawnych” 1/30 (2020), s. 191-207.
36. The Subjective Scope of the Norm Laid Down in Article 178 Section 2 of the Code of Criminal Procedure for Confession as Governed by the Law of the Roman Catholic Church, „Studia Prawnoustrojowe” 49 (2020), s. 91-110.
37. Criteria Set Out in CIC c. 874 § 1, 4°-5° and the Validity of Admission to the Munus of Sponsor, „Prawo kanoniczne” 2/63(2020), s. 31-48.
38. Przeszkody małżeńskie tajne i publiczne według Codex Iuris Canonici z 1917, „Ius Matrimoniale” 1/32 (2021), s. 21-47.
39. The Term “Minister” under the Polish Code of Criminal Procedure as Applicable to the Roman Catholic Church, „Zeszyty Prawnicze” 3/21 (2021), s. 337-359.
40. Full Communion with the Catholic Church and the Validity of Taking on the Munus of Sponsor, „Roczniki Nauk Prawnych” 1/31 (2021), s. 163-179.
41. Przygotowanie bezpośrednie do małżeństwa a ochrona dobrego imienia i intymności nupturientów za obowiązywania Instrukcji Konferencji Episkopatu Polski z 5 września 1989 roku, „Roczniki Nauk Prawnych” 2/32 (2022), s. 149-167.
42. The Catholic Church and a Person’s Right to Privacy and Protection of His Good Reputation, „Roczniki Nauk Prawnych” 1/33 (2023), s. 75-102.
43. Pojęcie przeszkody małżeńskiej publicznej i tajnej w doktrynie po 1983 roku, „Roczniki Nauk Prawnych” 2/33 (2023), s. 81-105.
44. Zabezpieczenie prawa nupturientów do intymności i ochrony dobrego imienia w trakcie bezpośredniego przygotowania do małżeństwa wg dekretu KEP z 8 października 2019 roku, „Ius Matrimoniale” 2/34 (2023), s. 47-77.

źródło